# ماكسيم بيليي
ماكسيم بيليي (بالأوكرانية: Білий Максим Іванович)‏ هو لاعب كرة قدم أوكراني في مركز الوسط، ولد في 27 أبريل 1989 في Samar, Ukraine ‏ في أوكرانيا، وتوفي بنفس المكان في 14 سبتمبر 2013. شارك مع منتخب أوكرانيا تحت 16 سنة لكرة القدم ومنتخب أوكرانيا تحت 18 سنة لكرة القدم ومنتخب أوكرانيا تحت 19 سنة لكرة القدم ومنتخب أوكرانيا تحت 21 سنة لكرة القدم. أما مع النوادي، فقد لعب مع زوريا لوهانسك وميتالوره زابورجيا ونادي ميتاليست خاركيف.

## وصلات خارجية
- ماكسيم بيليي على موقع اتحاد أوكرانيا (الإنجليزية)
- ماكسيم بيليي على موقع قاعدة بيانات كرة القدم.إي يو (الإنجليزية)
- ماكسيم بيليي على موقع Soccerway.com (الإنجليزية)